# Limonenbasilikum
|  | Dieser Artikel wurde aufgrund von formalen oder inhaltlichen Mängeln in der Qualitätssicherung Biologie im Abschnitt „Pflanzen“ zur Verbesserung eingetragen. Dies geschieht, um die Qualität der Biologie-Artikel auf ein akzeptables Niveau zu bringen. Bitte hilf mit, diesen Artikel zu verbessern! Artikel, die nicht signifikant verbessert werden, können gegebenenfalls gelöscht werden. Lies dazu auch die näheren Informationen in den Mindestanforderungen an Biologie-Artikel. |

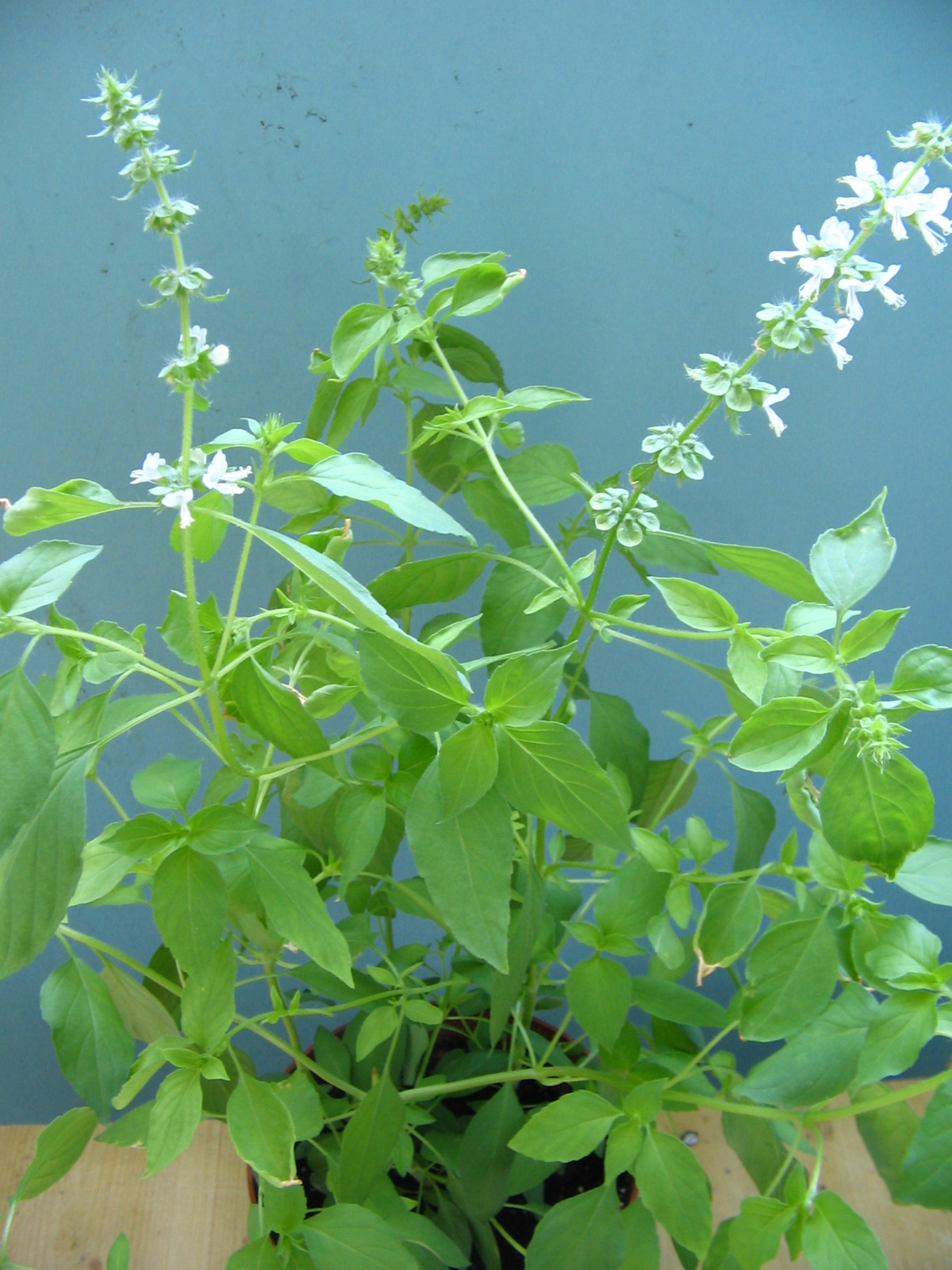
Limonenbasilikum (Ocimum ×africanum)

Limonenbasilikum (Ocimum × africanum) ist eine Pflanzenart aus der Gattung Basilikum (Ocimum) innerhalb der Familie Lippenblütler (Lamiaceae). Es handelt sich um eine Hybride aus  (Ocimum americanum) und (Ocimum basilicum). Sie kommt in Afrika und im gemäßigten sowie tropischen Asien vor und wird als Gewürzpflanze verwendet.

## Beschreibung
Der Zitronenbasilikum wächst als einjährige krautige Pflanze und erreicht Wuchshöhen von etwa 30 Zentimeter. Die zwittrigen Blüten sind zygomorph und fünfzählig mit doppelter Blütenhülle.  

## Nutzung
Sie wird aufgrund ihres einzigartigen intensiv zitronigen Aromas als Küchenkraut genutzt.

## Verbreitung
Das weite Verbreitungsgebiet reicht von Äthiopien, Kenia, Tansania, Uganda, Kamerun, Zaire, Angola, Malawi bis Madagaskar und von Indien, Laos, Thailand, Kambodscha, Vietnam, den chinesischen Provinzen Anhui, Fujian, Guangdong, Guangxi, Guizhou, Hebei, Henan, Jiangsu, Jiangxi, Sichuan, Yunnan sowie Zhejiang bis Taiwan und Malaysia.

## Taxonomie
Der akzeptierte Name der natürlichen Hybride zwischen Ocimum americanum Lour. und Ocimum basilicum L. ist Ocimum ×africanum Lour. Die Erstveröffentlichung von Ocimum ×africanum erfolgte 1790 durch João de Loureiro in Flora Cochinchinensis, S. 370. Synonyme für Ocimum ×africanum Lour. sind: Ocimum americanum var. pilosum (Willd.) A.J.Paton, Ocimum basilicum var. anisatum Benth., Ocimum basilicum var. pilosum (Willd.) Benth., Ocimum ×citriodorum Vis., Ocimum pilosum Willd., Ocimum ×pilosum Willd., Ocimum ×graveolens A.Br., Ocimum ×petitianum A.Rich.